# Los girasoles ciegos
Los girasoles ciegos es un libro de relatos de 2004 del escritor español Alberto Méndez ambientado en la guerra civil española y compuesta por cuatro obras: «Si el corazón pensara dejaría de latir», «Manuscrito encontrado en el olvido», «El idioma de los muertos» y «Los girasoles ciegos». La obra obtuvo el Premio de la Crítica de narrativa castellana y el Premio Nacional de Narrativa. Fue publicada por la Editorial Anagrama.
En 2008 se estrenó una película inspirada en este libro de relatos dirigida por José Luis Cuerda, y con guion del propio autor y de Rafael Azcona.

## Argumento y las 4 obras
A
El libro trata el tema de la postguerra a través de cuatro historias que guardan un hilo común:
- Primera derrota: 1939 o Si el corazón pensara dejaría de latir
La historia comienza con la rendición del protagonista  Carlos Alegría, oficial del ejército nacional, ante los republicanos, cuando las tropas golpistas están entrando en Madrid.
A continuación es apresado y trasladado hasta la Capitanía General, donde le encierran en una celda. Mientras está en la prisión, la  Capitanía es abandonada por los republicanos y tomada por los nacionales. 
Cuando lo encuentran, se reconoce como un traidor, por lo que es condenado a muerte. Es llevado con otros presos a ser fusilado. Tras el fusilamiento, Carlos se da cuenta de que está vivo, de que la bala solo le ha herido la parte superior de la cabeza sin romperle el cráneo, y de que ha sido enterrado con el resto de cadáveres en una fosa común. 
Con esfuerzo consigue salir y camina en busca de ayuda. Más tarde le encuentra tirado en medio del campo  una mujer, que lo curó y le da de comer, pero no lo traslada por miedo a que la vean con él. 
Cuando reúne suficientes fuerzas, se dirige a su pueblo natal en Burgos, pero en Somosierra es apresado otra vez. 
Segunda derrota: 1940 o Manuscrito encontrado en el olvido
En este capítulo se narra, a través de relatos escritos en un cuaderno, como un joven poeta y una chica intentan huir de los vencedores hacia las montañas asturianas durante la guerra civil. Ella está embarazada de ocho meses y da a luz en mitad del camino sin poder sobrevivir. El joven no sabe cómo encargarse del niño. Al principio lo deja llorar desconsoladamente, pero poco a poco se va encariñando con él, y cuidarlo se convierte en su único objetivo.
Para alimentarse consigue robar dos vacas, las cuales les proveen de alimento, y les protegen del frío, ya que llega el invierno. A medida que se quedan sin comida va matando a las vacas, y al no tener el suficiente calor, el niño se muere.
El joven, débil y cansado se deja morir. Este diario íntimo fue encontrado en la primavera de 1940, junto a una vaca muerta y dos cadáveres humanos a medio descomponer, por un pastor que lo dio a conocer. 
Tercera derrota: 1941 o El idioma de los muertos
Esta vez, se narra la historia de Juan Senra, un detenido que consigue sobrevivir unos días más en la cárcel mintiéndole al capitán Eymar. Éste le hacía preguntas sobre su hijo, con el que Juan compartió bando en la guerra así que se inventa una historia donde el joven traidor se convierte en el héroe que quieren sus padres.
Durante los días que pasa en la cárcel se hace amigo de un joven llamado Eugenio, con el que habla de cualquier cosa. También coincidió con un excapitán del bando nacionalista, que se había rendido ante los republicanos y que tenía una cicatriz en la frente, como resultado de una bala (Carlos Alegría).
Con ambos mantiene una bonita relación. Después de un tiempo, Carlos Alegría consigue arrebatarle un arma a uno de los carceleros y se suicida.
Un par de días después, llaman al joven Eugenio y es condenado a muerte.
Finalmente Juan, asqueado por la impostura y por la desolación que siente al haber perdido a sus dos compañeros decide contarle toda la verdad a Eymar: su hijo había sido un cobarde, un criminal y había sido fusilado justamente. Al día siguiente, Juan es condenado a ser fusilado. 
Cuarta derrota: 1942  o Los girasoles ciegos
Esta historia se nos cuenta desde tres puntos de vista: un narrador omnisciente, Lorenzo y el Padre Salvador.
Comienza con una confesión de un cura, y poco a poco se van desarrollando los distintos acontecimientos de la historia.
Un niño, llamado Lorenzo, es alumno del hermano Salvador. Este niño vivía en una casa con su madre y con su padre, al cual mantenían escondido entre miedos y silencios dentro de un armario, ya que todos lo creían muerto. 
Esta narración  se une con la otra en la que la mujer embarazada huyó con el joven poeta: La muchacha era la hermana de Lorenzo, Elena, de la que hacía ya mucho tiempo que no tenían noticias y creían que había conseguido huir.
El hermano Salvador se comenzó a fijar en Lorenzo a raíz de que no quería cantar el cara al sol; fue entonces cuando el hermano Salvador conoció a la madre de Lorenzo, y poco a poco se fue obsesionando con ella. Salvador le hacía muchas preguntas a Lorenzo relacionadas con su madre y con su padre, del que el niño siempre decía que había muerto. 
Llegó un momento en el que la familia  planeó una huida a Marruecos, vendiendo los muebles, la cubertería… e hicieron saber al colegio que el niño no podría ir más con la excusa de que estaba enfermo. 
Salvador, al enterarse, fue a la casa con el pretexto de ver al niño, pero cuando vio que éste no molestaba, se abalanzó sobre la madre. Entonces, salió el padre de su escondite y forcejearon. Al haber sido descubierto, el padre abrió una ventana y se arrojó al vacío.

## Ventas
Se convirtió en el fenómeno editorial del año de su publicación: nada menos que casi 250.000 ejemplares lleva vendidos Anagrama –es decir, Jorge Herralde– de esta primorosa colección de solo cuatro relatos, que triunfó póstumamente a su autor –fallecido antes de conocer su éxito– y que hacen de este libro el de más ventas de su editorial de entre los autores originales en castellano.

## Galardones
- Premio de la Crítica de narrativa castellana 2004
- Premio Nacional de Narrativa 2005
- I Premio Setenil 2004